# Индуизм в Румынии

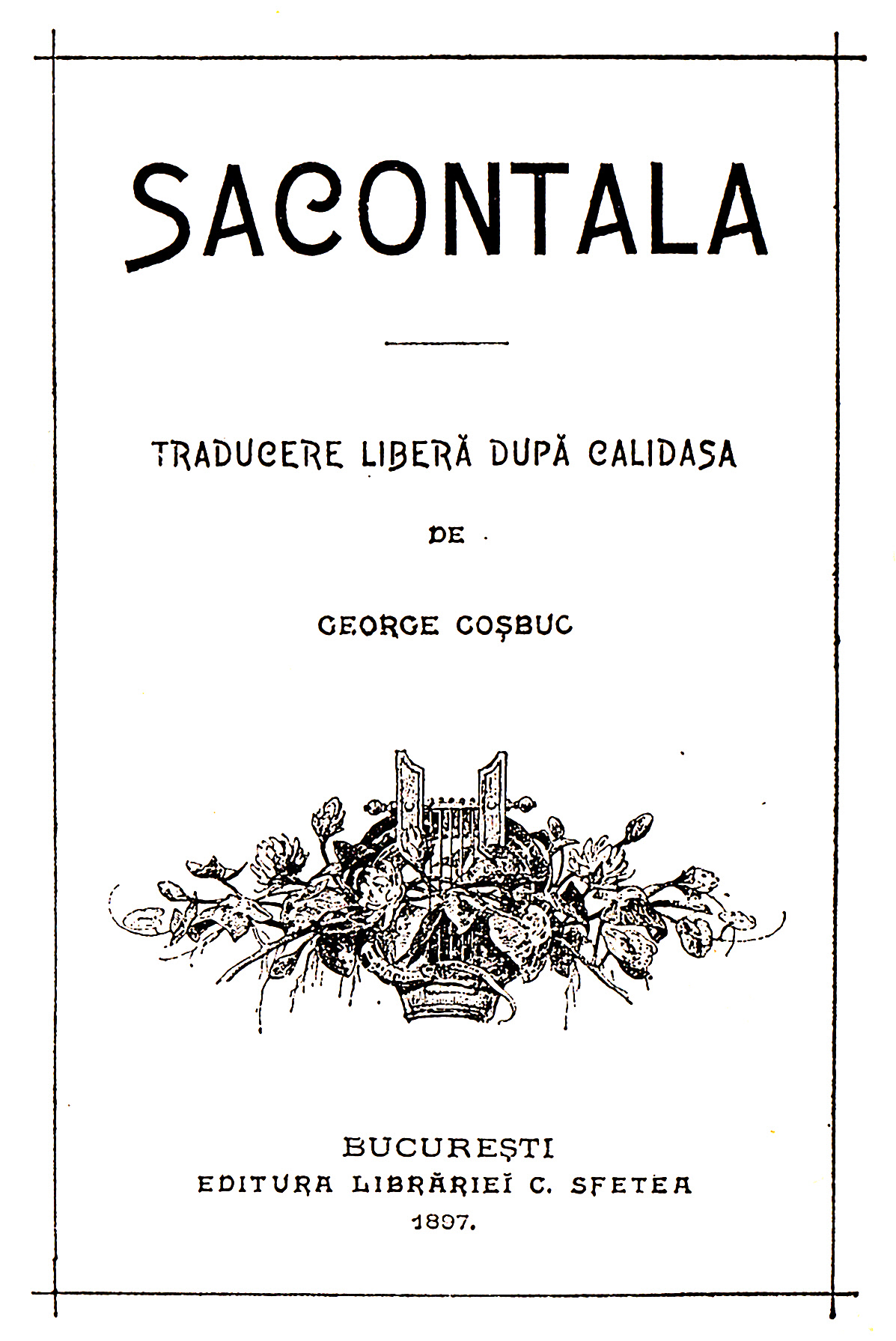
Издание пьесы «Абхиджняна-Шакунтала» 1897 года выпуска, переведённое и адаптированное румынским поэтом Джордже Кошбуком

Индуизм в Румынии — индийская религия, получившая популярность в Румынии после революции 1989 года, в результате чего ряд граждан государства был обращён в неё. Известнейшие румынские философы занимались исследованием вопросов индуистской философии. В Facebook существует сообщество «Hinduism Romania», члены которого практикуют пуджу и принимают участие в ряде важнейших фестивалей, к примеру Дивали, Наваратри, Махашиваратри, Ракшабандхан и других.

## Положение индуизма
На территории Бухареста расположено книжное издательство «Lotus» («Лотос») общества веданты, основанного Вивеканандой в Нью-Йорке в 1894 году, и общества божественной жизни, образованного в 1936 году в Ришикеше, в Индии, гуру и йогином Свами Шиванандой. В основном оно занимается выпуском книг по ведической философии, написанных Вивеканандой, У. У. Аткинсоном и Кришнанандой Сарасвати. Представительным лицом общества божественной жизни в Румынии является его почётный член А. Руссу.
В течение длительного периода времени в государстве существовали центры трансцендентальной медитации, впоследствии ликвидированные Николае Чаушеску. Однако после революции 1989 года вновь получили популярность, в основном среди интеллектуалов. В настоящее время центры трансцендентальной медитации располагаются на территории Бухареста и Клуж-Напоки.
В Бухаресте и Тимишоаре проживают представители Международного общества сознания Кришны, являющейся крупнейшей индуистской организацией в государстве. В перовой половине 1990-х годов в Политехническом университете Тимишоары ежемесячно проводились индуистские конференции, организуемые кришнаитами.
В Бухаресте, Тимишоаре и Клуж-Напоке находятся отделения теософского и антопософского обществ. Сами же их представители именуют общества «парапсихологическими исследовательскими группами», таким образом частично или полностью отказываясь от употребления общепринятых терминов в отношении данных движений. Учения, практикуемые ими, представляют собой не что иное, как синкретические, то есть содержащие вероучительные и культовые положения, возникшие в процессе взаимовлияния верований народов Восточной Европы.
Также на территории Румынии проживают почитатели Сатьи Саи Бабы.
В десяти городах государства насчитывается несколько тысяч практикующих сахаджу-йогу — неоиндуистское движение, основанное гуру Нирмалой Шриваставой в 1970 году.

## Индийцы в Румынии
На территории Румынии, главным образом в Бухаресте и Тимишоаре, проживает около тысячи индийцев.